# Lowestoft (stacja kolejowa)
Lowestoft – stacja kolejowa w Lowestoft, w hrabstwie Suffolk, w Anglii (Wielka Brytania). Jest stacją końcową dwóch linii kolejowych: Wherry Lines z Norwich i East Suffolk Line z Ipswich. Jest to najbardziej na wschód wysunięta stacja w sieci National Rail. Stacja została otwarta w 1855.
Stacja jest własnością firmy Network Rail i jest obsługiwana przez National Express East Anglia. Wszystkie połączenia są wykonywane przez spalinowe zespoły trakcyjne 153, 156 lub 170. Niektóre połączenia są wykonywane bezpośrednio na London Liverpool Street Station przez East Suffolk Line z wykorzystaniem nowych jednostek Turbostar.
Według Strategic Rail Authority (2003) Lowestoft jest po Ipswich najbardziej używaną stacją kolejową w Suffolk, z ogromnym ruchem podmiejskim do Norwich, a w mniejszym stopniu do Ipswich. Do końca lat 60 XX w stacja posiadała jeszcze regularnie dodatkowe bezpośrednie pociągi ekspresowe dla urlopowiczów.